# 2106 Hugo
2106 Hugo è un asteroide della fascia principale. Scoperto nel 1936, presenta un'orbita caratterizzata da un semiasse maggiore pari a 2,7029422 UA e da un'eccentricità di 0,0961139, inclinata di 8,02942° rispetto all'eclittica.
L'asteroide è dedicato allo scrittore francese Victor Hugo.